# Jean Chevrier
Jean Chevrier (25 de abril de 1915 - 13 de diciembre de 1975) fue un actor teatral y cinematográfico de nacionalidad francesa. 

## Biografía
Nacido en París, Francia, su nombre completo era Jean Edouard Louis Chevrier.
Muy seductor, a menudo aceptaba papeles en los cuales debía vestir un uniforme. Estuvo casado con la actriz Marie Bell, y llevó a cabo una abundante carrera teatral. Al final de su vida habría mantenido una relación con el actor, cantante y escritor Jean-Claude Pascal.
Chevrier falleció en 1975 en París, Francia. Fue enterrado en el Cementerio de Mónaco (no lejos de Joséphine Baker).

## Teatro
- 1937 : Altitude 3200, de Julien Luchaire, escenografía de Raymond Rouleau, Théâtre de l'Étoile
- 1942 : Hamlet, de William Shakespeare, escenografía de Charles Granval, Comédie-Française
- 1943 : Suréna, de Pierre Corneille, escenografía de Maurice Escande, Comédie-Française
- 1943 : La reina muerta, de Henry de Montherlant, escenografía de Pierre Dux, Comédie-Française
- 1943 : Iphigénie à Delphes, de Gerhart Hauptmann, escenografía de Pierre Bertin, Comédie-Française
- 1943 : Renaud et Armide, de Jean Cocteau, escenografía del autor, Comédie-Française
- 1943 : Courteline au travail, de Sacha Guitry, Comédie-Française
- 1943 : Le Soulier de satin, de Paul Claudel, escenografía de Jean-Louis Barrault, Comédie-Française
- 1944 : Horacio, de Pierre Corneille, escenografía de Mary Marquet, Comédie-Française
- 1944 : Esther, de Jean Racine, escenografía de Georges Le Roy, Comédie-Française
- 1944 : Ruy Blas, de Victor Hugo, escenografía de Pierre Dux, Comédie-Française
- 1945 : Antonio y Cleopatra, de William Shakespeare, escenografía de Jean-Louis Barrault, Comédie-Française
- 1945 : Miss Ba, de Rudolf Besier, Théâtre des Célestins
- 1946 : Romeo y Jeannette, de Jean Anouilh, escenografía de André Barsacq, Théâtre de l'Atelier
- 1946 : Un homme sans amour, de Paul Vialar, escenografía de Fernand Ledoux, Théâtre de l'Apollo
- 1947 : Thérèse Raquin, de Émile Zola, escenografía de Jean Meyer, Théâtre des Célestins
- 1947 : Rue des anges, de Patrick Hamilton, escenografía de Raymond Rouleau, Théâtre de Paris
- 1947 : Fedra, de Jean Racine, escenografía de Jean-Louis Barrault, Théâtre des Célestins
- 1949 : Suréna, de Pierre Corneille, escenografía de Maurice Escande, Comédie-Française
- 1950 : L'Arlésienne, de Alphonse Daudet, escenografía de Julien Bertheau, Comédie-Française en el Teatro del Odéon
- 1951 : Le Soulier de satin, de Paul Claudel, escenografía de Jean-Louis Barrault, Théâtre des Célestins
- 1952 : Británico, de Jean Racine, escenografía de Jean Marais, Comédie-Française
- 1952 : Antonio y Cleopatra, de William Shakespeare, escenografía de Jean-Louis Barrault, Théâtre des Célestins
- 1952 : Duo, de Paul Géraldy, escenografía de Pierre Dux, Comédie-Française
- 1953 : Berenice, de Jean Racine, escenografía de Julien Bertheau, Théâtre des Célestins
- 1953 : Británico, de Jean Racine, escenografía de Jean Marais, Comédie-Française
- 1955 : Judas, de Marcel Pagnol, escenografía de Pierre Valde, Théâtre de Paris
- 1956 : Berenice de Jean Racine, escenografía de Jean-Louis Barrault, Théâtre des Célestins
- 1956 : L'Ombre, de Julien Green, escenografía de Jean Meyer, Théâtre Antoine
- 1958 : Les Murs de Palata, de Henri Viard, escenografía de Georges Douking, Théâtre du Vieux-Colombier
- 1959 : La Collection Dressen, de Harry Kurnitz, adaptación de Marc-Gilbert Sauvajon, escenografía de Jean Wall, Théâtre de la Madeleine
- 1960 : Berenice, de Jean Racine, escenografía de André Barsacq, Théâtre du Gymnase Marie-Bell
- 1961 : Adieu prudence, de Leslie Stevens, adaptación de Pierre Barillet y Jean-Pierre Grédy, escenografía de Jacques Mauclair, con Sophie Desmarets, Théâtre du Gymnase Marie-Bell
- 1965 : Les Enchaînés, de Eugene O'Neill, escenografía de Jorge Lavelli, Théâtre Récamier
- 1965 : Le Deuxième Coup de feu, de Robert Thomas a partir de Ladislas Fodor, escenografía de Pierre Dux, Théâtre Édouard VII

## Filmografía

### Cine
- 1937 : J'accuse, de Abel Gance
- 1937 : Mademoiselle ma mère, de Henri Decoin
- 1937 : Liberté, de Jean Kemm
- 1939 : Trois de Saint-Cyr, de Jean-Paul Paulin
- 1939 : Grand-père, de Robert Péguy
- 1940 : L'Émigrante, de Léo Joannon
- 1940 : Descendons l'avenue de la Grande Armée, de Max Joly
- 1941 : La Prière aux étoiles, de Marcel Pagnol
- 1941 : Le Dernier des six, de Georges Lacombe
- 1942 : Andorra ou les hommes d'airain, de Émile Couzinet
- 1942 : L'assassin a peur la nuit, de Jean Delannoy
- 1943 : La Grande Marnière, de Jean de Marguenat
- 1943 : La Sévillane, de André Hugon
- 1943 : Tornavara, de Jean Dréville
- 1943 : La Cavalcade des heures, de Yvan Noé
- 1945 : L'ange qu'on m'a donné, de Jean Choux
- 1945 : Falbalas, de Jacques Becker
- 1946 : Messieurs Ludovic, de Jean-Paul Le Chanois
- 1947 : Le Mystérieux Monsieur Sylvain, de Jean Stelli
- 1947 : Le diable souffle, de Edmond T. Gréville
- 1948 : Le Maître de forges, de Fernand Rivers
- 1948 : La Voix du rêve, de Jean-Paul Paulin
- 1948 : Aux yeux du souvenir, de Jean Delannoy
- 1948 : Au cœur de l'orage, de Jean-Paul Le Chanois
- 1949 : Le Droit de l'enfant, de Jacques Daroy
- 1949 : L'Escadron blanc, de René Chanas
- 1950 : Fra Diavolo, de Mario Soldati
- 1951 : Mesalina, de Carmine Gallone
- 1952 : Je l'ai été trois fois, de Sacha Guitry
- 1952 : Les Dents longues, de Daniel Gélin
- 1952 : La Maison dans la dune, de Georges Lampin
- 1953 : Horizons sans fin, de Jean Dréville
- 1954 : Si Versailles m'était conté..., de Sacha Guitry
- 1954 : Le Grand Pavois, de Jack Pinoteau
- 1954 : Il Vetturale del Moncenisio, de Guido Brignone
- 1955 : Le Couteau sous la gorge, de Jacques Séverac
- 1955 : Napoleón, de Sacha Guitry
- 1955 : Les Hommes en blanc, de Ralph Habib
- 1956 : Ce soir les jupons volent, de Dimitri Kirsanoff
- 1960 : Le Gigolo, de Jacques Deray
- 1961 : Le vergini di Roma, de Carlo Ludovico Bragaglia y Vittorio Cottafavi
- 1963 : Le Captif, de Maurice Labro
- 1968 : Phèdre, de Pierre Jourdan

### Televisión
- 1959 : Les Trois Mousquetaires, de Claude Barma
- 1961 : Le Théâtre de la jeunesse : Cosette, a partir de Los miserables, de Victor Hugo, dirección de Alain Boudet
- 1962 : Le Théâtre de la jeunesse : Gavroche, a partir de Los miserables, de Victor Hugo, dirección de Alain Boudet
- 1963 : Le Théâtre de la jeunesse : Jean Valjean, a partir de Los miserables, de Victor Hugo, dirección de Alain Boudet
- 1964 : Le Théâtre de la jeunesse : David Copperfield, de Marcel Cravenne
- 1965 : Ésope
- 1967 : Malican père et fils
- 1969 : D'Artagnan, de Claude Barma
- 1970 : Lancelot du Lac, de Claude Santelli
- 1971 : Au théâtre ce soir : La Voyante, de André Roussin, escenografía del autor, dirección de Pierre Sabbagh, Théâtre Marigny
- 1971 : Au théâtre ce soir : La Collection Dressen, de Harry Kurnitz, adaptación de Marc-Gilbert Sauvajon, escenografía de Jacques-Henry Duval, dirección de Pierre Sabbagh, Théâtre Marigny
- 1972 : La Tragédie de Vérone
- 1972 : Les Rois maudits : Gaucher V de Châtillon